# 아파르나 브리엘
아파르나 브리엘(Aparna Brielle, 1994년 2월 5일 ~ )은 미국의 배우이다.

## 참여 작품
- 그림 형제 (드라마)